# Virginio Lunardi
Virginio Lunardi (* 22. März 1968 in Gallio) ist ein ehemaliger italienischer Skispringer.

## Werdegang
Lunardi sprang am 30. Dezember 1985 erstmals im Skisprung-Weltcup. In Oberstdorf belegte er am Ende den 80. Platz. Auch die weiteren Springen der Vierschanzentournee 1985/86 verliefen für ihn erfolglos. Bei der Junioren-Weltmeisterschaft 1986 in Lake Placid erreichte er im Teamspringen gemeinsam mit Carlo Pinzani und Paolo Rigoni die Silbermedaille. Auf der Normalschanze gewann er vor Christian Rimmel und Clas Brede Bråthen die Goldmedaille.
Bei der Nordischen Skiweltmeisterschaft 1987 in Oberstdorf den 35. Platz auf der Normalschanze und den 66. Platz auf der Großschanze. Im ersten Weltcup-Springen nach der Weltmeisterschaft im schwedischen Örnsköldsvik konnte er mit Platz 15 erstmals einen Weltcup-Punkt gewinnen. Mit diesem Punkt lag er am Ende der Saison auf dem 85. Platz in der Weltcup-Gesamtwertung. In der folgenden Saison 1987/88 erreichte er insgesamt 11 Weltcup-Punkte und belegte am Ende den 50. Platz in der Gesamtwertung.
Bei den Olympischen Winterspielen 1988 in Calgary erreichte Lunardi auf der Normalschanze den 50. und auf der Großschanze den 45. Platz.
Die folgende Saison 1988/89 begann er ähnlich schwach wie die Vorsaison. Erst im französischen Chamonix konnte er mit Platz 11 erstmals in dieser Saison in die Punkteränge springen. Bei der Nordischen Skiweltmeisterschaft 1989 im finnischen Lahti sprang Lunardi auf der Normalschanze auf den 29. und auf der Großschanze auf den 17. Platz. Beim Weltcup in Örnsköldsvik kurz nach der Weltmeisterschaft konnte er mit dem 4. Platz erstmals in einem Weltcup-Springen unter die besten Zehn springen. Zum Skifliegen am Saisonende in Harrachov sprang er erneut in die Punkteränge. Er beendete die Saison mit 19 Punkten auf Platz 37 der Weltcup-Gesamtwertung.
Die Weltcup-Saison 1989/90 begann für Lunardi verhalten. Jedoch konnte er erstmals in die Wertung bei der Vierschanzentournee springen und erreichte dort am Ende den 34. Platz in der Gesamtwertung. Auch im Weltcup konnte er seine Leistung weiter steigern und sprang am 16. Februar 1990 in Predazzo mit einem 3. Platz erstmals aufs Podium. In Vikersund erreichte er bei der Skiflug-Weltmeisterschaft 1990 den 9. Platz. Eine Woche später gelang ihm in Lahti ein zweiter Platz, womit er erneut auf dem Podium stand. Auch im zweiten Springen auf derselben Schanze gelang ihm dies. Beim Weltcup-Springen in Sollefteå sprang er mit Platz 3 noch einmal aufs Podium. Es war jedoch sein letzter Sprung unter die besten Zehn und auch sein letzter Weltcup-Punkte-Gewinn. Am Ende der Saison belegte Lunardi mit 135 Punkten den 10. Platz in der Weltcup-Gesamtwertung.
Nachdem Lunardi im Weltcup ab 1990 nicht mehr erfolgreich war, sprang er ab 1991 im Continental Cup, der damals erstmals ausgetragen wurde. Jedoch blieb er auch in dieser Serie erfolglos und beendete 1994 im Alter von 26 Jahren seine aktive Skisprung-Karriere.
Virginio Lunardi ist der Bruder von Ivan Lunardi, der ebenfalls als Skispringer erfolgreich war.

## Erfolge

### Weltcup-Platzierungen
| Saison  | Platz | Punkte |
| ------- | ----- | ------ |
| 1986/87 | 85.   | 001    |
| 1987/88 | 50.   | 011    |
| 1988/89 | 37.   | 019    |
| 1989/90 | 10.   | 135    |